# Реутов (футбольный клуб)
«Реутов» — российский футбольный клуб из города Реутова. Существовал в 2001—2008 годах.

## Визитная карточка
- Высшее достижение в чемпионатах России — 4-е место во втором дивизионе: 2006 (зона «Запад»).
- Самая крупная победа — 12:0 над «Троицком» (2002), в профессиональной лиге — 5:0 над «Спортакадемклубом» (2004).
- Самое крупное поражение — 0:6 от «Арсенала» Тула (2003).

## История
Клуб был основан в 2001 году. Учредителями являлись администрация города Реутова и строительная фирма «Глория».
В первом году существования клуб заявился в Первенство России среди любительских футбольных клубов МРО «Центр» в зону «Подмосковье» (вместо выступавшей там реутовской команды «Приалит», в 1996—1997 годах называлась «Волга-Приалит») и занял 1-е место. Однако не преодолел матчи выхода во Второй дивизион и остался в любителях.
В следующем, 2002 году ФК «Реутов» занял только второе место в Первенстве, однако выиграл Кубок России по футболу среди любительских команд, победив в финале «Локомотив» из Нижнего Новгорода, и вышел во Второй дивизион. При этом другой клуб, представлявший Реутов — выступавший во втором дивизионе (зона «Центр») «Титан» — переехал в Москву.
В 2003—2008 годах играл во Втором дивизионе ПФЛ (зона «Запад»). В ноябре 2008 года в связи с финансовыми трудностями был расформирован.
В 2009 году вместо ФК «Реутов» в городе Реутове на базе ДЮСШ «Приалит» создан любительский футбольный клуб «Приалит Реутов».

## Статистика выступлений
| Сезон | Дивизион        | Зона                             | Место   | И  | В  | Н  | П  | М      | О  | Кубок                                                     | Тренер                             |
| ----- | --------------- | -------------------------------- | ------- | -- | -- | -- | -- | ------ | -- | --------------------------------------------------------- | ---------------------------------- |
| 2001  | Первенство КФК  | Подмосковье, МРО «Центр»         | 1 из 16 | 30 | 26 | 1  | 3  | 77-21  | 79 | —                                                         | ?                                  |
| 2001  | Первенство КФК  | Стык. матчи Подмосковье — Москва | 2 из 2  | 2  | 0  | 1  | 1  | 0-3    | 1  | —                                                         | ?                                  |
| 2002  | Первенство КФК  | Подмосковье, МРО «Центр»         | 2 из 16 | 30 | 26 | 3  | 1  | 124-17 | 81 | Кубок МРО «Центр» Подмосковье — побед. Кубок ЛФК — побед. | ?                                  |
| 2002  | Первенство КФК  | Финальный турнир                 | групп.  | 4  | 1  | 2  | 1  | 5-7    | 5  | Кубок МРО «Центр» Подмосковье — побед. Кубок ЛФК — побед. |                                    |
| 2003  | Второй дивизион | «Запад»                          | 5 из 19 | 36 | 15 | 9  | 12 | 50-46  | 54 | 1/256                                                     | Юрий Саух                          |
| 2004  | Второй дивизион | «Запад»                          | 5 из 17 | 32 | 16 | 6  | 10 | 52-32  | 54 | 1/128                                                     | Анатолий Коробочка                 |
| 2005  | Второй дивизион | «Запад»                          | 8 из 17 | 32 | 12 | 10 | 10 | 43-36  | 46 | 1/256                                                     | Анатолий Коробочка                 |
| 2006  | Второй дивизион | «Запад»                          | 4 из 18 | 34 | 17 | 6  | 11 | 51-35  | 57 | 1/128                                                     | Анатолий Коробочка/ Василий Швецов |
| 2007  | Второй дивизион | «Запад»                          | 6 из 16 | 30 | 14 | 6  | 10 | 41-33  | 48 | 1/128                                                     | Сергей Колотовкин                  |
| 2008  | Второй дивизион | «Запад»                          | 9 из 19 | 36 | 13 | 9  | 14 | 39-47  | 48 | 1/256                                                     | Сергей Колотовкин                  |